# Neo Geo Pocket
Neo Geo Pocket, сокращённо NGP — портативная игровая приставка, созданная компанией SNK Playmore и выпущенная в 1998 году. Цветная версия приставки, названная Neo Geo Pocket Color, была выпущена в мае 1999 года. 
Neo Geo Pocket была запущена 27 октября 1998 года в продажу в Японии. У приставки был жидкокристаллический экран, способный воспроизводить восемь оттенков серого, разъем для стереонаушников, запас в 20 часов автономной работы и встроенный аккумулятор для сохранений. На портативном устройстве также предусмотрены некоторые основные функции карманных персональных компьютеров, такие как часы, календарь и генератор гороскопов. Как и у Game Boy, игровые картриджи вставлялись в заднюю часть устройства.
Neo Geo Pocket считается неудачной игровой приставкой. Более низкие, чем ожидалось, продажи привели к прекращению её производства в 1999 году, и сразу же была выпущена полноцветная версия под названием Neo Geo Pocket Color. Несмотря на то, что система просуществовала недолго, на ней было выпущено несколько важных игр, таких как Samurai Shodown и King of Fighters R-1. 

## Технические характеристики
- 16-bit TOSHIBA TLCS-900H
- 32-bit/16-bit производительность в 6.144 MHz
- Экран 256×256
- Z80 8-bit CPU для контроля звука
- Звуковой эквивалент SN76489 (и генератор белого шума)
- I/O сериальный SIO, один канал на 19200 бит/с
- 4-bit оперативной памяти
- Как и Game Boy от Nintendo, приставка имела чёрно-белый экран, хотя больше была похожа на Sega Game Gear.

## Игры
- Baseball Stars
- King of Fighters R-1
- Melon-chan’s Growth Diary
- Neo Cherry Master
- Neo Geo Cup 98
- Neo Geo Cup 98 Plus
- Pocket Tennis
- Puzzle Link
- Samurai Showdown
- Syougi no Tatsujin - Master of Syougi

Для Neo Geo Pocket было выпущено лишь 10 монохромных игр из 82. Остальные выпускались уже для Neo Geo Pocket Color.

## Neo-Geo Pocket Color
Через 2 месяца после выхода монохромной Neo-Geo Pocket, конкурент SNK — Nintendo выпустил цветную версию своей портативной приставки — Game Boy Color. Поскольку в новом продукте Nintendo был цветной экран, продукт SNK начал продаваться в меньших количествах и чтобы не потерять спрос, в 1999 году была создана цветная версия приставки — Neo Geo Pocket Color. По некоторым параметрам она даже обгоняла Game Boy Color, но консоль не сумела захватить более 2 % мирового рынка и уже через год поддержка была прекращена.

### Партнёрство с SEGA
Через месяц, после выхода консоли, Sega объявила о сотрудничестве с создателями Neo-Geo. Для Pocket Color выпущена игра Sonic the Hedgehog Pocket Adventure. Игра стала успешной, благодаря чему доход получили и Sega и SNK Playmore.

## Реакция
На новую портативную консоль мало кто обратил внимание и тем самым продавалась Neo Geo Pocket в очень маленьких тиражах, а монохромный экран только ухудшал ситуацию. Цветная версия продавалась лучше предшественницы, но завоевала лишь 2 % мирового рынка. На продажи также повлияли слухи о появлении Game Boy Advance от Nintendo, и Neo Geo вышла из бизнеса портативных приставок.